# Solenocentrum asplundii
Solenocentrum asplundii là một loài thực vật có hoa trong họ Lan. Loài này được (Garay) Garay miêu tả khoa học đầu tiên năm 1978.